# Mariakapel (Ubachsberg)

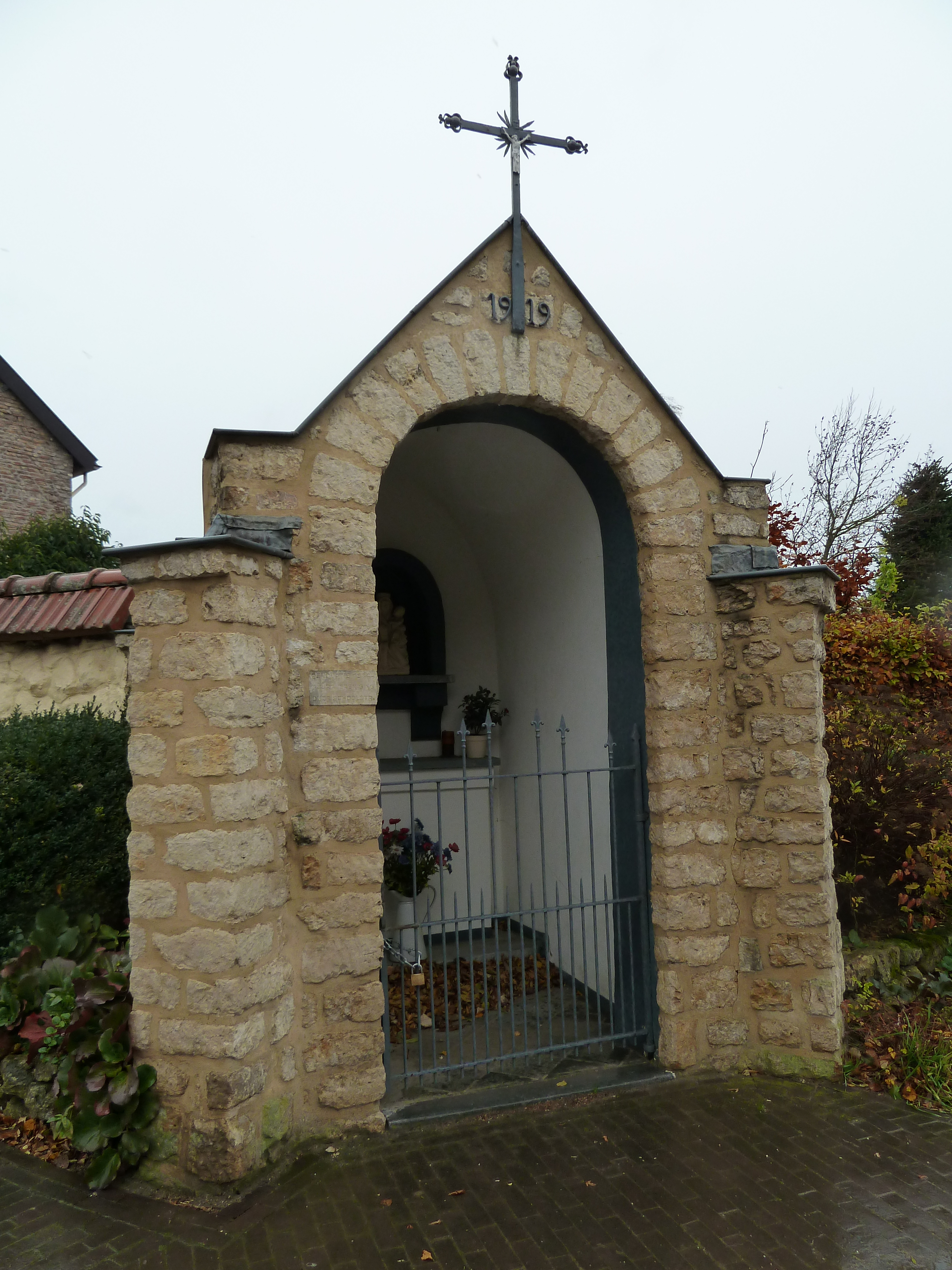
De Mariakapel

De Mariakapel is een kapel in Ubachsberg in de Nederlands Zuid-Limburgse gemeente Voerendaal. De kapel staat aan de splitsing van de Oude Schoolstraat en de Pingenstraat in het noordwesten van het dorp. Aan de Hunsstraat in het oosten van het dorp staat een Mariabeeld.
De kapel is gewijd aan Maria.

## Geschiedenis
In 1919 werd de kapel gebouwd om geen rustaltaar voor de sacramentsprocessie meer te hoeven bouwen.
In 1984 restaureerde de buurtvereniging Oude Schoolstraat de kapel.

## Bouwwerk
De open kapel staat ingemetseld in de tuinmuur van het pand erachter en is in Kunradersteen opgetrokken op een rechthoekig plattegrond gedekt door een verzonken zadeldak van zink. Op de hoeken zijn overhoekse steunberen aangebracht. Voorop de puntgevel is een smeedijzeren kruis aangebracht die boven de gevelpunt uitsteekt en ernaast prijkt het jaartal 1919. Hieronder bevindt zich de rondboogvormige toegang die afgesloten wordt met een halfhoog ijzeren hekje.
Van binnen heeft de kapel een tongewelf en is het interieur wit geschilderd. Tot 2006 was het gewelf blauw van kleur en waren hierop sterretjes geschilderd. Tegen de achterwand is een altaar geplaatst. Boven het altaar is in de achterwand een rondboognis aangebracht die omlijst wordt en donkergrijs geschilderd is. In de nis staat een mergelstenen Mariabeeld.